# Джонс, Штеффи
Ште́фани Энн «Штеффи» Джонс (нем. и англ. Stephanie Ann „Steffi“ Jones; род. 22 декабря 1972[…], Франкфурт-на-Майне, Гессен) — немецкая футбольная защитница и тренер. Трёхкратная чемпионка Европы Работала в составе оргкомитета Чемпионата мира по футболу среди женщин 2011, который прошёл в Германии. С 2016 года является главным тренером сборной Германии.

## Биография
Она забила девять голов в 111 матчах за сборную Германии в период между 1993 и 2007 годами. В марте 2007 года она ушла из сборной и в декабре 2007 года объявила о своем уходе из футбола, чтобы стать президентом оргкомитета Чемпионата мира по футболу среди женщин 2011.

### Футбольная карьера

#### Клубная карьера
Штеффи начала играть в футбол в возрасте четырёх лет. С 1979 по 1986 годы она играла в составе смешанных молодёжных групп «SV Bonames» во Франкфурте-на-Майне. В 1986 году она присоединилась к девушкам «Праунхайма». В 1991 году она решила перейти во «Франкфурт» (команда при одноимённом мужском клубе) и меняла команды почти каждый год, пока не начала играть за «Франкфурт» (бывший «Праунхайм») в 2000 году. В 2002 году она перешла в «Вашингтон Фридом», где играла в течение двух лет в женской лиге WUSA, прежде чем вернулась во «Франкфурт», где она закончила свою карьеру в качестве игрока 9 декабря 2007 года.

#### Международная карьера
С 1997 года она выиграла три подряд чемпионата Европы с немецкой командой, завоевала бронзовые медали на летних Олимпийских играх 2000 и была частью немецкой сборной, которая выиграла в 2003 году чемпионат мира по футболу среди женщин. Она перенесла разрыв крестообразных связок на ранней стадии турнира и не играла в течение полугода. В 2004 году она выиграла ещё одну олимпийскую бронзовую медаль, на этот раз в Афинах. 26 марта 2007 года Джонс объявила об окончании своей международной карьеры.

## Награды

### Клубные
| Год  | Команда          | Соревнование/Медаль                         |
| ---- | ---------------- | ------------------------------------------- |
| 1998 | Франкфурт        | German Championship                         |
| 2001 | Франкфурт (1973) | German Championship                         |
| 2001 | Франкфурт (1973) | German Cup Winner                           |
| 2002 | Франкфурт (1973) | Победитель лиги чемпионов УЕФА среди женщин |
| 2002 | Франкфурт (1973) | German Championship                         |
| 2002 | Франкфурт (1973) | German Cup Winner                           |
| 2002 | Вашингтон Фридом | WUSA Founders Cup runner-up                 |
| 2003 | Франкфурт (1973) | German Championship                         |
| 2003 | Франкфурт (1973) | German Cup Winner                           |
| 2003 | Вашингтон Фридом | WUSA Founders Cup Champion                  |
| 2005 | Франкфурт (1973) | German Championship                         |
| 2006 | Франкфурт (1973) | Победитель лиги чемпионов УЕФА среди женщин |

### В сборной
| Год  | Соревнование/Медаль       |
| ---- | ------------------------- |
| 1997 | UEFA Women's Championship |
| 2000 | Olympic Bronze            |
| 2001 | UEFA Women's Championship |
| 2003 | FIFA World Cup Champion   |
| 2004 | Olympic Bronze            |
| 2005 | UEFA Women's Championship |

## Личная жизнь
Джонс, дочь немецкой матери и афроамериканского солдата, дислоцированного в тогдашней Западной Германии. Её отец ушёл из семьи, когда Штеффи была совсем маленькая и вернулся в Соединённые Штаты, таким образом она воспитывалась матерью-одиночкой в тяжёлых условиях во Франкфурте. Один брат, Кристиан, борется с наркоманией, а другой брат, Фрэнк, служил американским солдатом в Ираке и потерял обе ноги в нападении в 2006 году. У Штеффи двойное гражданство — немецкое и американское. В августе 2007 года Джонс выпустила автобиографическую книгу Der Kick des Lebens (Удар Жизни). Она в настоящее время учится для получения тренерской лицензии в Спортивном университете Кёльна.